# Nephrotoma immaculata
Nephrotoma immaculata är en tvåvingeart som först beskrevs av Frederik Maurits van der Wulp 1891.  Nephrotoma immaculata ingår i släktet Nephrotoma och familjen storharkrankar. Arten är känd från Java.